# Paullinia interrupta
Paullinia interrupta är en kinesträdsväxtart som beskrevs av George Bentham. Paullinia interrupta ingår i släktet Paullinia och familjen kinesträdsväxter. Inga underarter finns listade i Catalogue of Life.